# XIII edició de la Mostra de València
La XIII edició de la Mostra de València, coneguda oficialment com a XIII Mostra de València - Cinema del Mediterrani, va tenir lloc entre el 15 i el 23 d'octubre de 1992 a València. Les projeccions es van fer a les sis sales dels Cines Martí de València. Es van projectar un total de 76 pel·lícules, amb la particularitat que el 17 % no eren de països de la Mediterrània (13 pel·lícules): 14 a la secció oficial, 13 a la secció informativa, 8 de l'homenatge a Franco Brusati, 9 de l'homenatge a Youssef Chahine, 18 del Cicle Tres Españas (anarquisme o Fernando Arrabal, feixisme o José Luis Sáenz de Heredia i comunisme a Juan Antonio Bardem) 10 de Cicle Splatter, 2 d'El Siglo de Luis Vives, 2 del Cicle Pánico en el Cine. El cartell d'aquesta edició seria fet per Carlos García Berlanga. També hi participarien els restauradors de pel·lícules italians Angelo Libertini i Valerio Marino, que manifestaren que el 90 % de les pel·lícules de cinema mut s'han perdut i exhibiren una còpia restaurada de la caduta degli dei.
La gala d'obertura fou presentada al palau de la Música de València per Cristina Tàrrega i hi actuaren les vedets Rosita Amores i Clara Esmeralda, i dels cantants Tony River i Rafael Conde "el Titi". S'hi va homenatjar l'actriu francesa Catherine Deneuve amb la projecció de la pel·lícula Indoxina. Poc abans la Deneuve hagué de suportar una caòtica roda de premsa sense traductor oficial i on el regidor blaver Vicent González Lizondo va traduir lliurement i de manera barroera el que deia l'actriu.

## I Congrés Internacional de Música al Cinema
Alhora s'hi va celebrar el I Congrés Internacional de Música la Cinema, en el que es volia reconèixer el paper de la música al cinema. Fou nomenat president honorífic l'italià Mario Nascimbene i es va retre homenatge a Angelo Francesco Lavagnino. Hi participarien, entre d'altres, Pino Donaggio, José Nieto, Sergio Basseti, Nicola Piovani, Claudio Fuiano i Gerald Fried, entre d'altres.

## Pel·lícules exhibides

### Secció oficial
- Adwa de Jean-Pierre Lledo
- Femmes d'Alger de Kamal Dehane
- Fares Al Madina de Mohamed Khan
- El cielo sube de Marc Recha
- Toutes peines confondues de Michel Deville
- Ta hronia tis megalis zestis de Frieda Liappa
- Hessed Mufla d'Amos Guttman
- Me'Ahorei Hasoragim II d'Uri Barbash
- Narcos de Giuseppe Ferrara
- Lettera da Parigi d'Ugo Fabricio Giordani
- Virdžina de Srđan Karanović
- Ao Fim da Noite de Joaquim Leitão
- Rasael Shafahiyyah d'Abdellatif Abdelhamid
- Harb El Khalij... wa baad de Borhane Alaouié

### Secció informativa
- La Sentinelle d'Arnaud Desplechin
- J'embrasse pas d'André Téchiné
- I alli opsi de Tassos Psarras
- Nens robats de Gianni Amelio
- Donne con le gonne de Francesco Nuti
- Prova di memoria de Marcello Aliprandi
- Quando eravamo repressi de Pino Quartullo

### Retrospectives
- Il padrone sono me (1955) de Franco Brusati
- Pane e cioccolata (1974) de Franco Brusati
- Bāb al-Ḥadīd (1958) de Youssef Chahine
- Al-ard (1969) de Youssef Chahine
- Al-Ekhtyiar (1970) de Youssef Chahine

Cicle el Siglo de Luis Vives
- Alba de América (1951) de Juan de Orduña
- El hombre que supo amar (1978) de Miguel Picazo de Dios

Cicle Pánico en el cine
- Fando y Lis (1968) d'Alejandro Jodorowsky
- Santa sangre (1989) d'Alejandro Jodorowsky

Cicle Splatter
- Blood Feast (1963) de Herschell Gordon Lewis
- Two Thousand Maniacs! (1964) de Herschell Gordon Lewis
- Bad taste (1987) de Peter Jackson
- Clínicament morta (1992) de Peter Jackson
- Mirindas asesinas (1991) d'Álex de la Iglesia
- Va succeir a prop de casa teva (1992) de Rémy Belvaux, André Bonzel i Benoît Poelvoorde
- Shogun Assassin (1980) de Kenji Misumi

## Jurat
Fou nomenat president del jurat el director italià Florestano Vancini i la resta de membres foren la directora tunisiana Dora Bouchoucha, Yoram Golam, José Manuel Coutinho, el director espanyol Manuel Iborra i l'actriu francesa Alexandra London.

## Premis
- Palmera d'Or (2.000.000 pessetes): Virdžina de Srđan Karanović [8][9]
- Palmera de Plata (800.000 pessetes): Hessed Mufla d'Amos Guttman
- Palmera de Bronze (500.000 pessetes): Rasael Shafahiyyah d'Abdellatif Abdelhamid
- Premi Pierre Kast al millor guió: Giuseppe Ferrara per Narcos
- Menció a la millor fotografia: Nikos Smaragdis per Ta hronia tis megalis zestis de Frieda Liappa
- Menció a la millor interpretació: Arnon Zadok i Mohammad Bakri per Me'Ahorei Hasoragim II d'Uri Barbash
- Menció al millor documental: Femmes d'Alger de Kamal Dehane
- Menció a la millor opera prima: Ugo Fabricio Giordani per Lettera da Parigi